# 10219 Пенко
10219 Пенко (10219 Penco) — астероїд головного поясу, відкритий 25 жовтня 1997 року.
Тіссеранів параметр щодо Юпітера — 3,576.